# Érces szalamandra
Az érces szalamandra (Aneides aeneus) a  kétéltűek (Amphibia) osztályába, a farkos kétéltűek (Caudata) rendjébe és a tüdőtlenszalamandra-félék (Plethodontidae) családjába tartozó faj.

## Előfordulása
Az Amerikai Egyesült Államok területén honos, az Appalache-hegység vonulataitól nyugatra és keletre, Dél-Pennsylvaniától Georgia északi részéig. Erdős, sziklás részek lakója.

## Megjelenése
Testhossza 8-14 centiméter.